# Elena Mozgovaja
Elena Mozgovaja (nacida el 28 de marzo de 1970 en Penza, URSS) es una exjugadora de baloncesto rusa.  Consiguió 2 medallas en competiciones internacionales, una con la Unión Soviética y otra con Rusia.